# Hinterwappen
Zum Hinterwappen werden in der Heraldik alle hinter dem Wappenschild gestellte und hervorragende Prachtstücke gerechnet. Sie sind heraldisch oft unbedeutend und wurden erst in der neueren Heraldik zum Wappen dazu genommen. Im 18. Jahrhundert wurde das Hinterwappen besonders prachtvoll ausgestaltet. Besondere Prachtstücke, die sich zum Hinterwappen eignen, sind der Marschallstab, die päpstlichen Binde- und Löseschlüssel, Krummstab, Schwerter und Fahnen, aber auch Kreuze. 
Als Beispiele lassen sich nennen: Ein Zepter mit der Schwurhand hinter den Schild der französischen Könige, Reichskanzler und Siegelbewahrer  dieser Nation zeigten zwei gekrönte Zepter.